# Écart de statisme
En automatique, pour la régulation d'un système dynamique, l’écart de statisme, ou plus généralement écart permanent, est la manifestation naturelle d’une dérive entre la valeur du signal de sortie à régler et la valeur de consigne qui lui est attribuée. Plus précisément, le statisme est une grandeur sans dimension définie comme le rapport entre l’écart relatif de la grandeur réglée et l’écart relatif correspondant de la grandeur de réglage (c’est donc une notion qui s’apparente à l’élasticité).
Ce phénomène apparaît en particulier dans les régulateurs ne faisant pas appel à la correction intégrale.

## Exemple
Pour la régulation d’une température, un système de réglage proportionnel détermine la puissance de chauffe en fixant sa valeur en proportion de l’écart entre la consigne et la température mesurée. Lorsqu’il y a déperdition de chaleur (un bâtiment en hiver), un état stationnaire du système implique que la puissance de chauffe soit égale à la puissance dissipée ; or, pour qu’il y ait injection de puissance, le régulateur doit nécessairement constater un écart entre la consigne et la mesure : l’écart est ainsi une condition nécessaire à l’injection de puissance.
Cet écart de statisme s’atténue considérablement jusqu'à s'annuler en incorporant une composante intégrale au régulateur, comme c'est le cas avec les régulateurs PID. En effet, l’intégration de l’écart persistant incrémente petit à petit une grandeur qui, en prenant de l’ampleur, contribue à augmenter l’injection de puissance.